# جون ك. فروست
جون ك. فروست (بالإنجليزية: John K. Frost)‏ هو عالم أمراض أمريكي، ولد في 1922 في سو فولز في الولايات المتحدة، وتوفي في 29 أغسطس 1990 في بالتيمور في الولايات المتحدة.